# Thirsty Beaver
Thirsty Beaver — бар (иногда называемый дайв-баром), окруженный жилым комплексом в Шарлотте, Северная Каролина, США. Заведение было основано в одноэтажном здании двумя братьями в 2008 году. На момент открытия здание было окружено пустырями, но в 2015 году строительная компания выкупила всю землю вокруг бара. Когда владельцы земли и бара отказались от двух предложений о покупке от застройщика, компания застройщик построила вокруг бара комплекс в форме подковы.

## Предыстория
Владельцами Thirsty Beaver являются братья Брайан и Марк Уилсоны, которые арендуют бар у владельца недвижимости Джорджа Салема. Семья Салем владеет зданием и участком земли, на котором расположен бар. Салем сказал, что земля уже много лет находится в собственности его семьи, и он не хотел ее продавать. Бар был открыт в 2008 году и предполагалось, что это будет районный бар. В то время бар был окружен пустырями.
The Thirsty Beaver расположен в районе Плаза-Мидвуд в Шарлотте, Северная Каролина. Это одноэтажный дом, его площадь составляет 93 м². Бар привлек внимание, когда застройщики Crosland Southeast и Nuveen Real Estate начали строительство жилого комплекса в непосредственной близости и попытались, но безуспешно, приобрести землю бара. Газета Washington Post заявила, что «этот небольшой дайв-бар является средним пальцем для развития вокруг него». То, что бар выжил владелец Марк Уилсон охарактеризовал как «протест».
Washington Post бар был описан как «причудливый» из-за того, что на его стене нарисован большой оранжевый бобр с красными глазами. The Charlotte Observer отметила, что «к входам прибиты десятки бюстгальтеров». На стенах бара висят фотографии Уэйлона Дженнингса и Вилли Нельсона, плакат Bartles & Jaymes и коробки для завтрака с изображением шоу Hee Haw и Gunsmoke. В 2015 году церковь проводила службы в баре каждое воскресенье днем каждого месяца.

## История
В 2013 году владельцы свободной земли вокруг здания возвели забор, окруживший здание. Хозяева «Жаждущего бобра» начали прикреплять к забору знаки поддержки и прикреплять к ним бюстгальтеры. Инспектор пожарной охраны помог владельцам бара убрать забор, и бар остался открытым. В 2015 году компания CW Development приобрела всю землю вокруг Thirsty Beaver за 8,5 миллионов долларов США (что эквивалентно 10,5 миллионам долларов США в 2022 году). Земля была продана под строительство жилого комплекса на 323 квартиры.
Застройщик дважды предлагал приобрести Thirsty Beaver, но оба предложения были отклонены. Застройщик заявил: «На протяжении всего процесса разработки мы предприняли несколько попыток приобрести эту собственность, но безуспешно».
Когда владельцы не продали землю своего заведения, был построен жилой дом в форме подковы, окруживший бар. Associated Press сообщило, что бар стал «версией дома из фильма Pixar «Вверх» в городе Шарлотт».
В 2021 году заведение привлекло внимание всей страны, когда Мик Джаггер из Rolling Stones разместил в социальных сетях фотографию, на которой он пьет в нём.